# Workers' Fight
 (janvier 2018).
Si vous disposez d'ouvrages ou d'articles de référence ou si vous connaissez des sites web de qualité traitant du thème abordé ici, merci de compléter l'article en donnant les références utiles à sa vérifiabilité et en les liant à la section « Notes et références ».
Workers' Fight (« Combat ouvrier ») est une organisation communiste révolutionnaire d'inspiration trotskiste, présente en Grande-Bretagne. Elle est membre de l'Union communiste internationaliste (trotskiste). 

## Presse
L'organisation publie le journal Workers' Fight (« Combat ouvrier ») et le bimestriel Class Struggle (« Lutte de classe »), ainsi que des brochures appelées Internationalist Communist Forum.